# Proparoksyton
Proparoksyton, proparoksytonon (gr. proparoksýtonon) – wyraz lub zestrój akcentowy akcentowany proparoksytonicznie, czyli taki, którego akcent pada na trzecią sylabę od końca. W języku polskim są w ten sposób akcentowane niektóre wyrazy pochodzenia obcego (opera, matematyka, heroika) oraz zestroje złożone z paroksytonu i enklityki (goniłem go).